# Gun Skoogberg
Gun Harriet Beatrice Skoogberg, född 18 april 1920 i Botkyrka församling, död 25 juni 1987 i Stockholm, var en svensk balettdansös.
Skoogberg var premiärdansös vid Kungliga Operan i Stockholm, och dansade vid denna scen mellan 1941 och 1960.

## Koreografi
- 1951 – Sommarlek – stand-in för Maj-Britt Nilsson i dansscenerna
- 1952 – Eldfågeln – balettsolist